# Parobki (osada kolejowa)
Parobki – dawna koszarka kolejowa. Tereny, na których była położona leżą obecnie na Białorusi, w obwodzie mińskim, w rejonie miadzielskim, w sielsowiecie Krzywicze.

## Historia
W czasach zaborów w okręgu wiejskim Słobódka, w gminie Krzywicze, w powiecie wilejskim, w guberni wileńskiej Imperium Rosyjskiego
W latach 1921–1945 osada kolejowa leżała w Polsce, w województwie wileńskim, w powiecie wilejskim, w gminie Krzywicze.
Powszechny Spis Ludności z 1921 roku nie podał danych dotyczących miejscowości. W 1931 w 1 domu zamieszkiwało 12 osób.
Wierni należeli do parafii rzymskokatolickiej i prawosławnej w Krzywiczach. Miejscowość podlegała pod Sąd Grodzki w Krzywiczach i Okręgowy w Wilnie; właściwy urząd pocztowy mieścił się w Krzywiczach.
W wyniku napaści ZSRR na Polskę we wrześniu 1939 miejscowość znalazła się pod okupacją sowiecką. 2 listopada została włączona do Białoruskiej SRR. Od czerwca 1941 roku pod okupacją niemiecką. W 1944 miejscowość została ponownie zajęta przez wojska sowieckie i włączona do Białoruskiej SRR.